# Antônio Lerin
Antônio dos Reis Gonçalves Lerin (Uberaba, 23 de janeiro de 1968), mais conhecido como Lerin, é um político brasileiro, filiado ao PSB. Atualmente ocupa o cargo de Deputado Estadual de Minas Gerais, concorreu nas Eleições à Prefeitura de Uberaba e atualmente está no seu segundo mandato como Deputado Estadual em Minas Gerais.